# Carlos Cruz-Díez

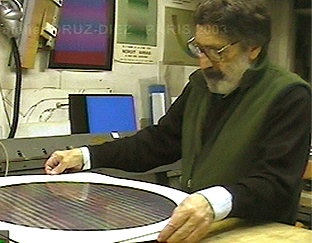
Carlos Cruz-Díez

Carlos Cruz-Díez (Caracas, 17 de agosto de 1923 — Paris, 27 de julho de 2019) foi um pintor venezuelano.
Ele passou sua carreira profissional trabalhando e ensinando, entre Paris e Caracas. Sua obra está representada em museus e sítios de arte pública internacional. Ele é representado por duas galerias americanas: Sicardi Gallery, em Houston, Texas, e Moka Gallery, em Chicago, Illinois.
Ele é considerado uma das figuras principais da arte cinética.

## Trabalhos
Em 1957, ele retornou para a Venezuela e trabalhou em seu estúdio, Estudio de Artes Visuais, e começou a investigar o papel da cor na arte cinética. Ele também trabalhou como designer gráfico para publicações do Ministério da Educação, Caracas. Durante 1958–1960, atuou como Diretor Assistente e Professor na Escola de Belas Artes de Caracas.

## Prémios
- Prémio Internacional de Pintura (Bienal de São Paulo - 1967)
- Prémio Nacional de Artes Plásticas da Venezuela - 1972

## Ligação externa
- Site oficial do artista
- Galeria Raquel Arnaud